# Wegebahn

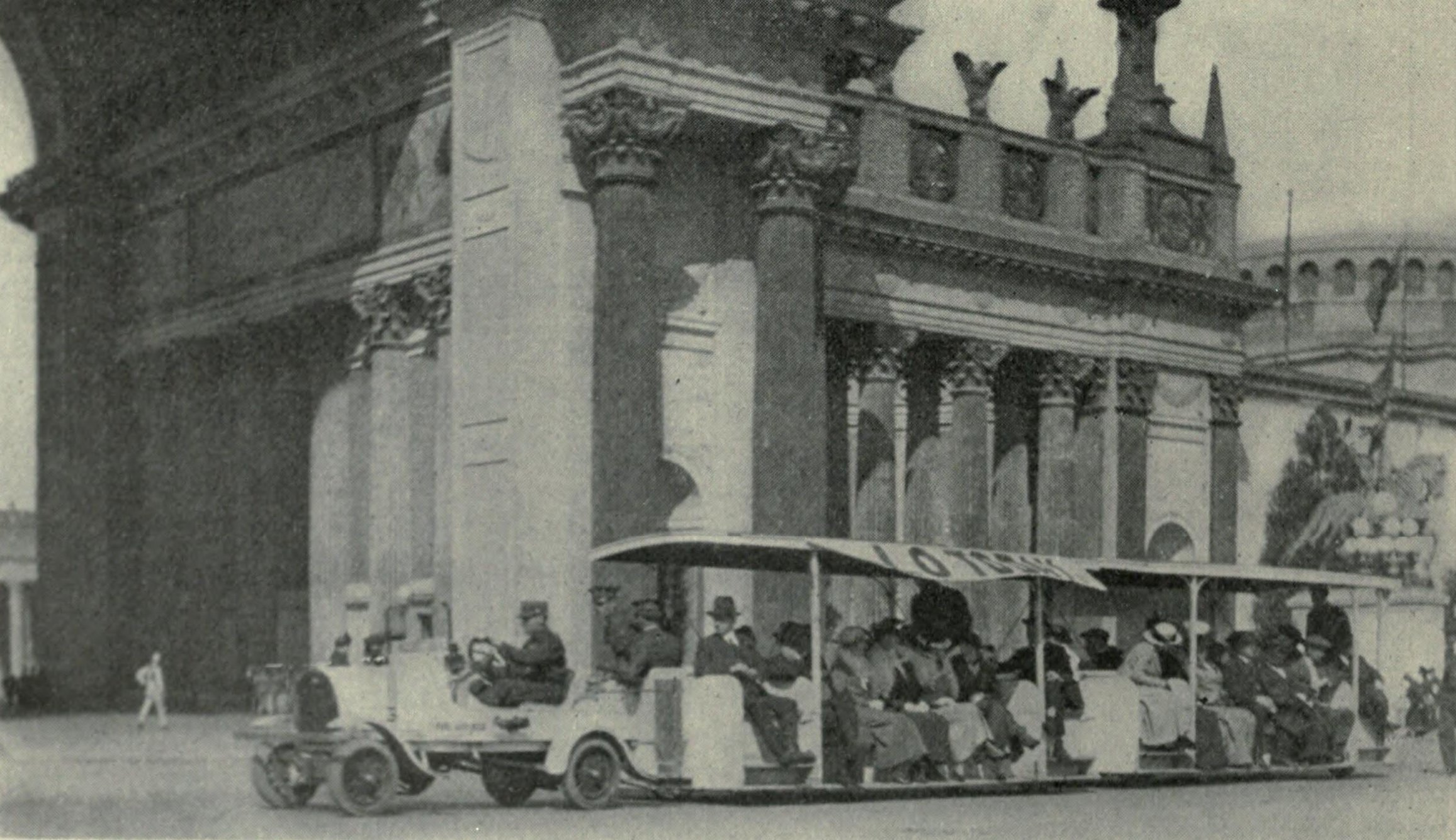
Frühe Wegebahn auf der Panama-Pacific International Exposition in San Francisco (1915)

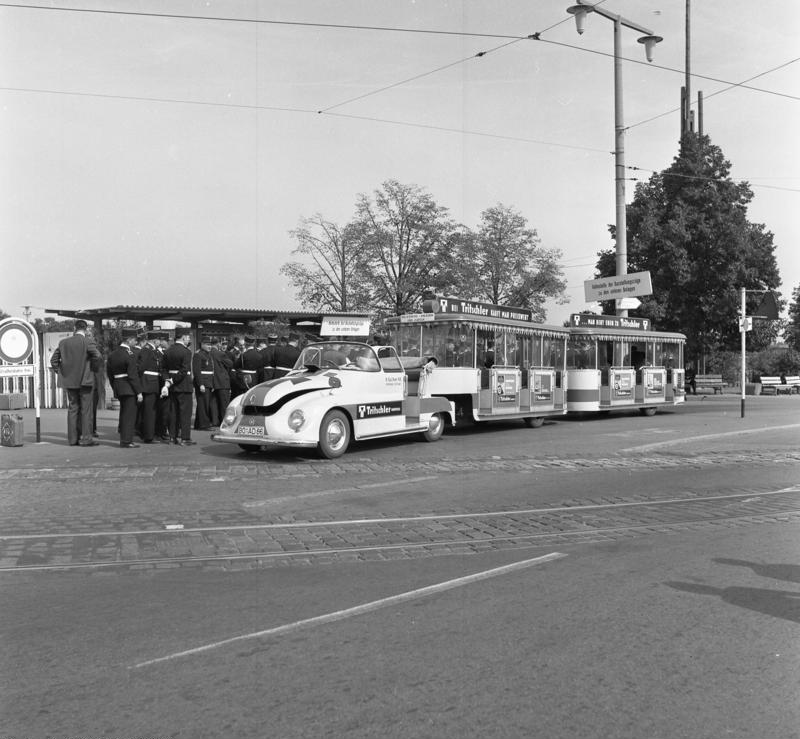
Bundesgartenschau 1961 Stuttgart

Eine Wegebahn (manchmal auch Bimmelbahn, in Österreich auch offiziell Bummelzug genannt) ist eine Zugmaschine mit Anhängern zur Personenbeförderung. Es handelt sich um ein Kraftfahrzeug mit mindestens einem Anhänger, das zum langsamen und oft touristischen Transport auf Straßen verwendet wird – so zum Beispiel für Stadtrundfahrten. Die Fahrzeuge einer Wegebahn sind häufig in einer Eisenbahn-ähnlichen Optik gestaltet. Als Zugmaschine dienen meist speziell adaptierte Traktoren, Personenkraftwagen oder Kleinbusse.

## Verwendung

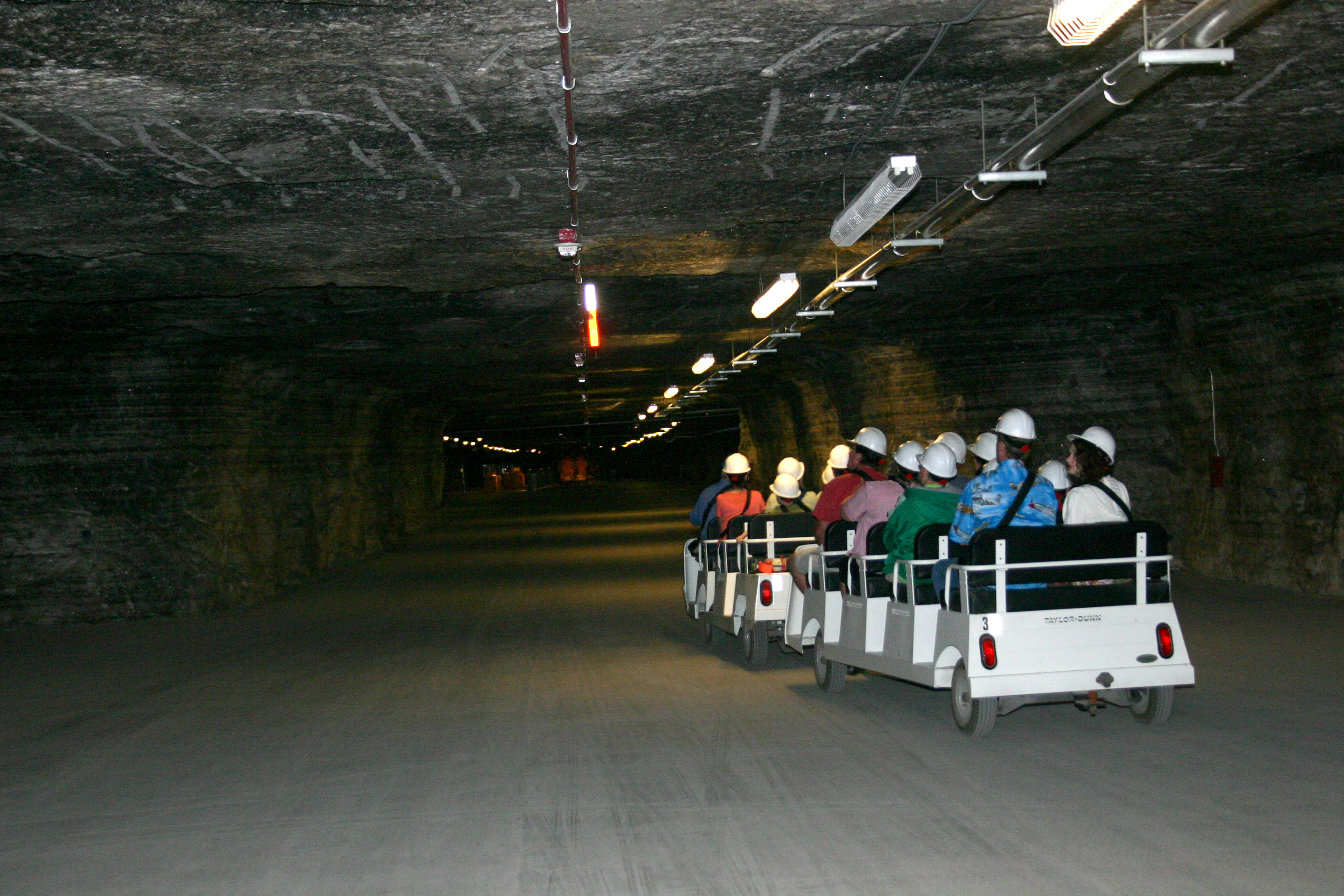
Kansas Underground Salt Museum

Wegebahnen fahren meist im Freizeit- oder im Innenstadtbereich, oft für Rundfahrten mit mehreren Haltestellen, etwa bei ausgedehnten Veranstaltungen wie Messen und Volksfesten oder als Ausflugsfahrt. Weitere Einsatzmöglichkeiten sind der Pendelverkehr in Tourismusgebieten oder Kurorten oder zur Verbindung von Innenstädten mit großen Einkaufszentren oder größeren Attraktionen.

## Rechtliche Situation
In der Bundesrepublik Deutschland wird der Betrieb von Wegebahnen durch § 32a StVZO geregelt. Danach dürfen hinter Zugmaschinen zwei Anhänger mitgeführt werden, wenn die für Züge mit einem Anhänger zulässige Länge (18 Meter) nicht überschritten wird. In einer Verlautbarung des Bundesministeriums für Verkehr, Bau- und Wohnungswesen vom 8. März 2004 werden Orientierungen zu erforderlichen Ausnahmegenehmigungen gegeben, die auf eine maximale Länge von 20 Metern und eine maximale Geschwindigkeit von 30 km/h abzielen.
In Österreich sind die Rahmenbedingungen mit Erlass vom 2. Mai 2002 (GZ 179711/6-II/B/7/02) festgelegt: „Bummelzüge sind Fahrzeugkombinationen mit einer größeren Anzahl von Anhängern, die zum Personentransport verwendet werden.“ Für Zugmaschinen mit einer Bauartgeschwindigkeit von mehr als 10 km/h ist eine Bewilligung des Landeshauptmannes nach § 106 Abs. 14 KFG erforderlich. Die höchstzulässige Länge beträgt 18,75 Meter. Es darf nicht schneller als 25 km/h gefahren werden. Es sind nur (fest montierte) Sitzplätze zugelassen. Die Einstiege sind mindestens mittels Ketten zu sichern. Der Erlass regelt noch weitere Einzelheiten wie Aufbau, Beleuchtung, Bremsen und Personal. Seit 2008 müssen die Führer schwerer Bummelzüge (über 3,5 t zulässiges Gesamtgewicht) oder von Zugfahrzeugen mit Druckluftbremse zusätzlich die Lenkberechtigung F besitzen und dürfen höchstens 0,1 Promille Alkohol im Blut haben.
Abgesehen von diesen allgemeinen Vorschriften ist das Betreiben einer solchen Bahn in Städten meist von einer Genehmigung der jeweiligen Stadt- oder Gemeindeverwaltung abhängig. Häufig werden exklusive Konzessionen über einen längeren Zeitraum erteilt, um den erheblichen Investitionen Rechnung zu tragen, die ein Privatunternehmer für die Anschaffung der Fahrzeuge tragen muss.

## Europa

### Deutschland

#### Baden-Württemberg
- Blaubeuren: Blautopfbähnle – Panoramatour, Höhlentour u. a.[7]
- Mannheim: Duo Jing-Bahn – Parkbahn im Luisenpark[8]
- Schwäbisch Gmünd: Naturstromer – Rundkurs/Stadtrundfahrt[9]
- Titisee-Neustadt: Zäpfle-Bähnle – Rundkurs[10]
- Uhldingen: Uhldinger Kurbähnle – Zubringer vom Ortsrandparkplatz zu den Sehenswürdigkeiten[11]
- Ulm: Spatzenbähnle – Stadtrundfahrt[12]
- Wertheim: Burgbähnle[13]

#### Bayern

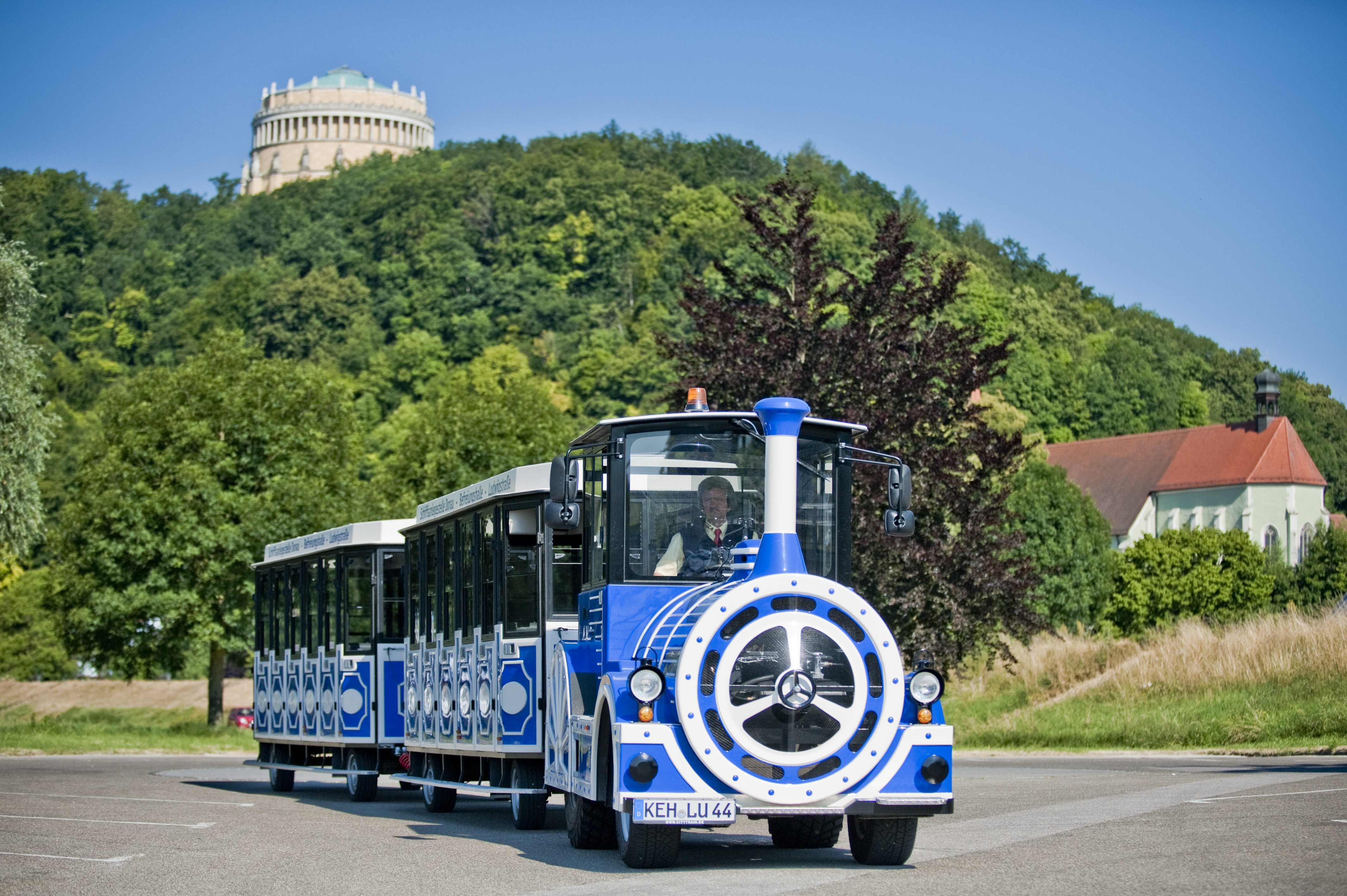
Ludwigsbahn Kelheim

- Bad Kissingen: KissSalis-Shuttle – Verbindung zwischen Innenstadt und KissSalis Therme im Kurgebiet[14]
- Bad Kissingen: Kurbaehnle – Verbindung der Innenstadt mit dem Wildpark Klaushof[15]
- Bamberg: Bamberger Bahn – Stadtrundfahrt „Sechs-Hügel-Rundfahrt“ im Stil der früheren Bamberger Straßenbahn[16]
- Bodenmais: Bodenmaiser Bimmelbahn[17]
- Coburg: Veste-Express – Verbindung von Altstadt und Veste Coburg[18]
- Füssen: Füssen-Express[19], Saisonbetrieb ab Anfang Mai bis Mitte Oktober[20]
- Immenstadt im Allgäu: Alpseebähnle – Verbindung der Altstadt mit dem Alpsee und der Allgäuer Bergwelt im Ortsteil Ratholz[21]
- Kelheim: Ludwigsbahn – Zubringer von der Altstadt zur Befreiungshalle[22]
- Lohberghütte: Kleine Arberseebahn – Lohberghütte – Eiszeitsee – Kleiner Arbersee[23]
- München: Parkeisenbahn im Olympiapark[24]
- Nürnberg: Nürnberger Altstadtrundfahrten[25][26]
- Oberstdorf: Marktbähnle und Alpenexpress – Rundfahrten, Ausflugsfahrten[27]
- Regensburg: CityTour – Stadtrundfahrten[26]
- Schweinfurt: CityXPress – Rundkurs in der Innenstadt, Verbindung der City mit der Stadtgalerie Schweinfurt – im Sommer 2009[28]
- Würzburg: CityTour – Stadtrundfahrten[26]

#### Brandenburg und Berlin
- Berlin-Friedrichsfelde: Tierpark-Bahn[29]
- Burg (Spreewald): Rumpelguste – Rundfahrten durch den Spreewald[30]
- Senftenberg: Seeschlange – Rundfahrten durch das Lausitzer Seenland[31]

#### Hessen
- Marburg: Schlossbahn[32]
- Rüdesheim am Rhein: Winzerexpress – Rundfahrten durch die Weinberge[33]
- Waldeck: Schlossberg zwischen Schloss Waldeck und Stadt Waldeck als Ersatz für Waldecker Bergbahn[34] → Hauptartikel: Waldecker Bergbahn
- Wiesbaden: THermine – Stadtrundfahrten[35]

#### Mecklenburg-Vorpommern
- Baabe: Bäderbahn (Uns lütt Bahn)[36]

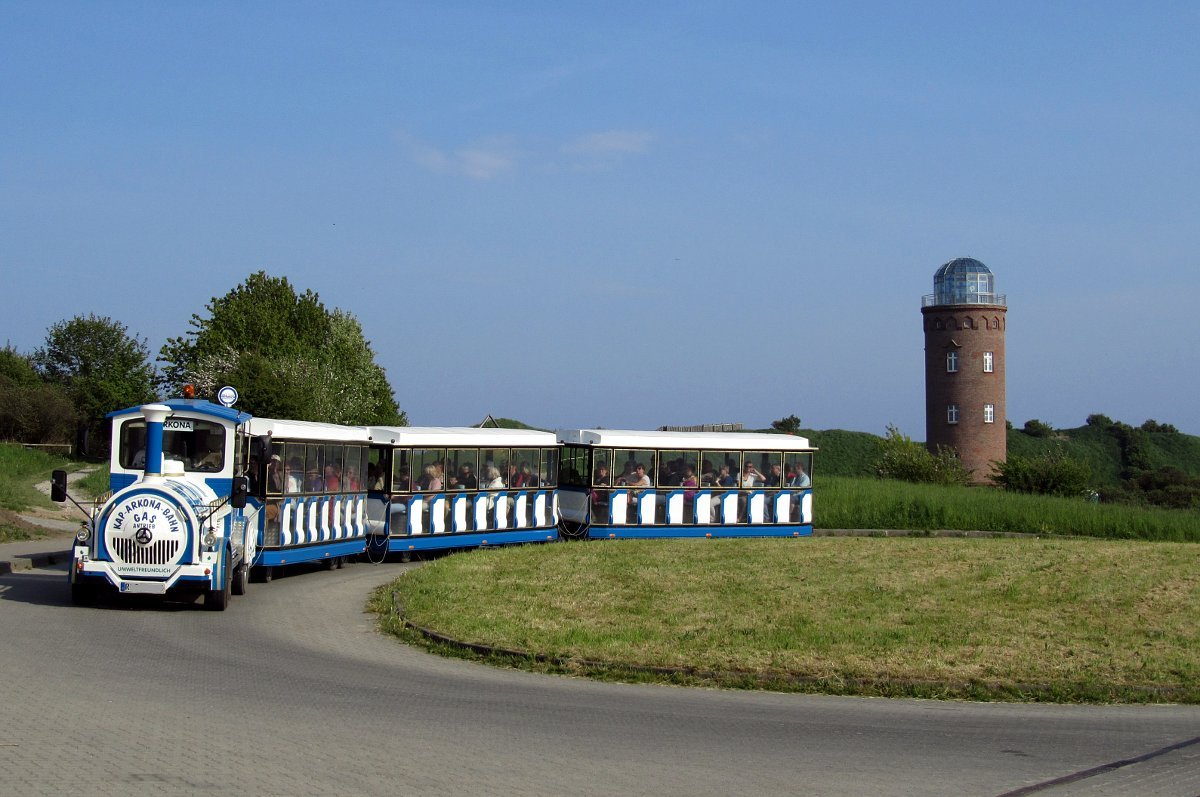
Wegebahn an der Wendeschleife vor Kap Arkona

- Binz: Bäderbahn und Jagdschlossexpress zum Jagdschloss Granitz[37][36]
- Binz: Prora-Express zum Naturerbezentrum[36]
- Boltenhagen: Boltenhagener Bäder Bahn Carolinchen[38]
- Graal-Müritz: Darssbahn Erlebnistouren – Rundfahrt durch das Ostseeheilbad[39][40]
- Kap Arkona – Wegebahnsystem mit zwei Linien vom Großparkplatz vor Putgarten zum Kap Arkona und zum Fischerdorf Vitt[41]
- Kühlungsborn: Bäder-Express – Stadtrundfahrten, Ausflugsfahrten zum Leuchtturm Buk und nach Rerik[42][43][44]
- Malchow: Insel-Tschu-tschu-Bahn – Stadtrundfahrten
- Plau am See: Plauer Stadtbahn[45]
- Ralswiek: Parkplatz-Shuttle zu den Störtebeker-Festspielen[36]
- Prerow: Darssbahn Erlebnistouren – Ausflugsfahrt in den Nationalpark[39][40]
- Schaprode: Hafenexpress vom Parkplatz am Ortseingang zum Hafen[46]
- Schwerin: Petermännchen – Stadtrundfahrten bis zum Strandbad Zippendorf[47]
- Sellin: Bäderbahn zwischen Ort und Strand[36]
- Stralsund: Darssbahn Erlebnistouren – Rundfahrt durch die historische Altstadt Stralsunds[39][40]
- Stralsund: Hansebahn – Stadtrundfahrten[48]
- Stralsund: Sundexpress – Standrundfahrten[36]
- Insel Usedom: Kaiserbäder-Express Insel Usedom und Vorpommersche Region etc.[49]
- Waren (Müritz): Tschu-Tschu-Bahn – Stadtrundfahrten[50][51]
- Zingst: Darssbahn Erlebnistouren – Rundfahrt durch das Ostseeheilbad[39][40]

#### Niedersachsen und Bremen

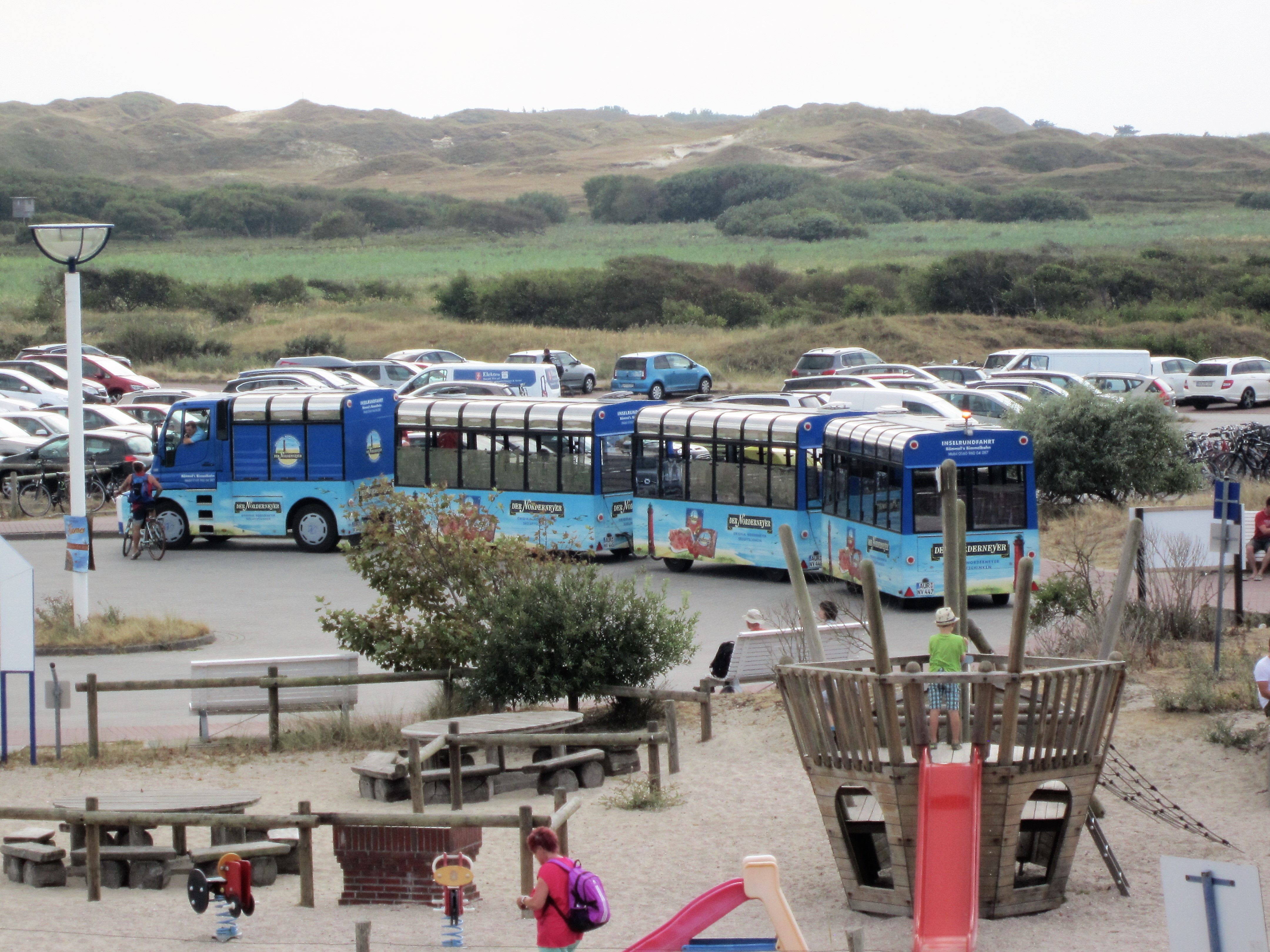
Bömmels Bimmelbahn – Inselrundfahrt Norderney

- Bad Zwischenahn: Rundfahrten mit Emma[52]
- Borkum: Toornkieker-Tour: Moritz[53]
- Bremen: Stadtmusikanten-Express – Rundfahrten in der Innenstadt und zur Überseestadt[54]
- Carolinensiel: Carobahn – Rundfahrten[55]
- Celle: Stadtrundfahrt mit Müllers City-Exoress[56]
- Cuxhaven: Jan & Cuxi Strandbahn – Verbindung der Stadtteile Duhnen und Döse
- Cuxhaven: Dünenbahn – Verbindung der Stadtteile Duhnen und Sahlenburg
- Goslar: Stadtrundfahrt[57]
- Jork: Altländer Bimmelbahn – Rundfahrten[58]
- Norderney: Bömmels Bimmelbahn – Inselrundfahrt[59]
- Nordstemmen/Pattensen: Schloss-Marienburg-Express – Verbindung vom Bahnhof Nordstemmen über Adensen zum Schloss Marienburg[60]
- Landkreise Vechta und Diepholz: Jan Spieker – von Goldenstedt nach Barnstorf[61]

#### Nordrhein-Westfalen

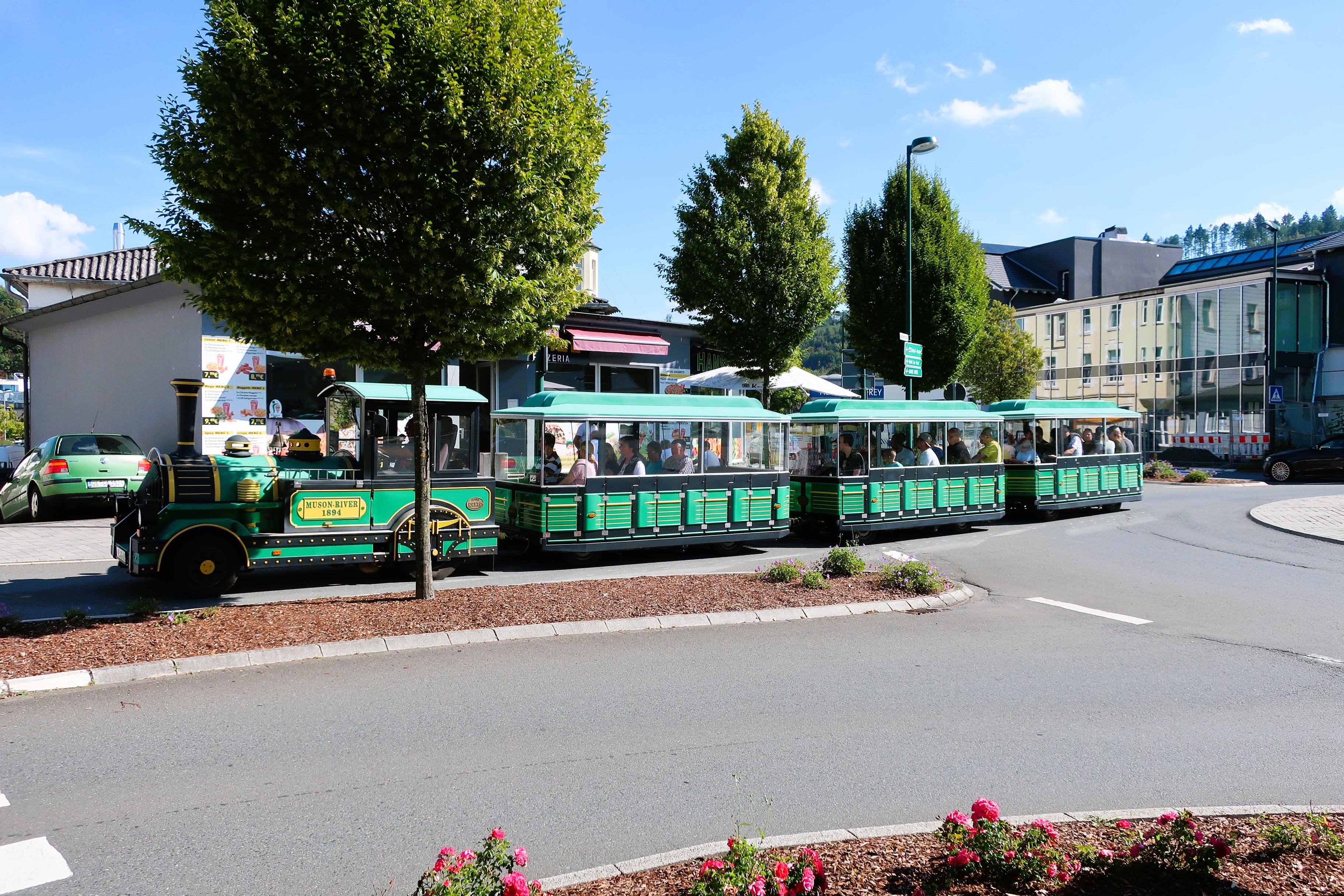
„Biggolino“ in Attendorn

- Attendorn: „Biggolino“ – Verbindung Atta-Höhle – Innenstadt – Bigge-Staudamm[62]
- Bad Oeynhausen: Züge E-MIL und MINA – Rundfahrten durch den Ort und das Kurgebiet[63]
- Bad Salzuflen: Paulinchen-Bahn – Rundfahrten durch die Altstadt und das Kurgebiet[64]
- Heimbach (Eifel): Rurseebahn[65]
- Höxter: nach Corvey ab 2023
- Köln: Schoko-Express – Zubringer vom Hbf zum Schokoladenmuseum[66]
- Köln: Weihnachtsmarkt-Express – verbindet die Weihnachtsmärkte untereinander und mit dem Hbf.[66]
- Köln: Zoo-Express – Zubringer vom Hbf zum Zoo[66]
- Königswinter: Lokomobil – Zubringer zur Talstation der Drachenfelsbahn[67]
- Monschau: Stadtbahn Monschau – Stadtrundfahrten[68]
- Rietberg: Rieti-Express – Stadtrundfahrten[69]
- Siegburg: „Michel-Express“, Fußgängerzone (Holzgasse, Markt, Bahnhof) zur Siegburger Abtei (von 2004 bis 2010)
- Winterberg: Jakobusbahn – Stadtrundfahrten und Verbindungen ins umgebende Bergland[70]
- Winterberg: Kappe-Express an der Kappe[71]
- Xanten: Nibelungen-Express – Verbindung von der Innenstadt zum Archäologischen Park[72]

#### Rheinland-Pfalz und Saarland

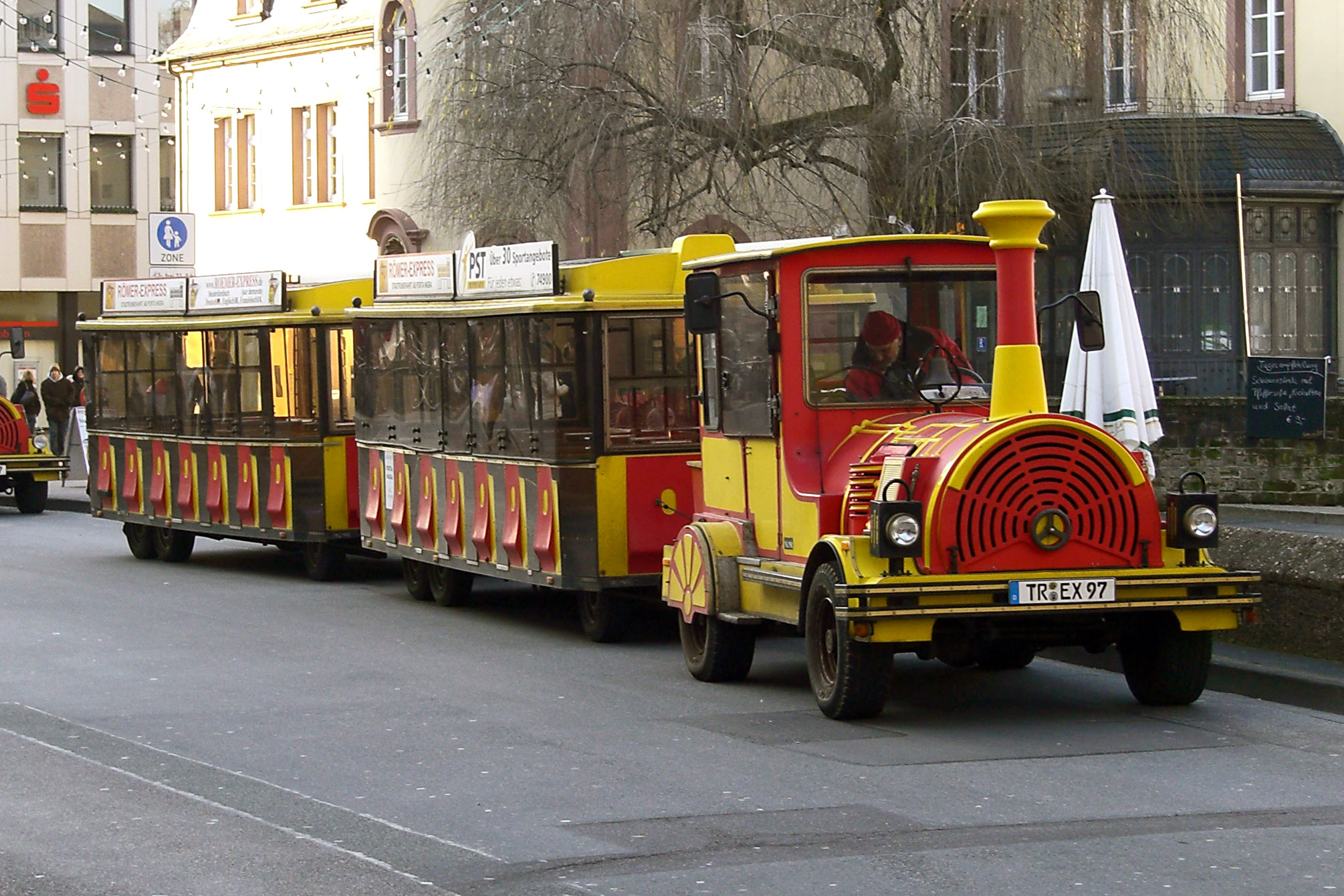
Römer-Express in Trier

- Bad Neuenahr-Ahrweiler: Ahrtal-Express – Pendelverkehr zwischen Bad Neuenahr und Ahrweiler[73]
- Bad Kreuznach: Blauer Klaus – Stadtrundfahrten[74]
- Braubach/Rhein: Verbindung zur Marksburg[75]
- Gondorf: Eifel-Express im Eifelpark[76]
- Koblenz: Altstadt-Express – Stadtrundfahrten[77]
- Landau in der Pfalz: Schoppebähnel – Stadtrundfahrten, Weinfestzubringer[78]
- Mainz: Gutenberg-Express – Stadtrundfahrten[79]
- Saarburg: Saartalbahn – Stadtrundfahrten[80]
- Trier: Römerexpress – Stadtrundfahrten[81]

#### Sachsen
- Gnandstein: Kohrener-Land-Express – Rundfahrten im Kohrener Land[82]
- Festung Königstein: Festungs-Express vom Parkhaus zum Parkplatz am Fuß der Festung Königstein[83]
- Lichtenau: Parkbahn „Anton“ im Sonnenlandpark Lichtenau
- Oybin: Oybiner Gebirgs-Express von der Ortsmitte zur Klosterruine auf dem Berg Oybin[84]
- Görlitz: Stadtschleicher als Stadtrundfahrt vom Obermarkt zur Landskronbrauerei und zurück[85]
- Riesa: Stadtbahn Stahlmax – Innenstadtfahrten[86]
- Freiberg: Silberstadtbahn[87]

#### Sachsen-Anhalt

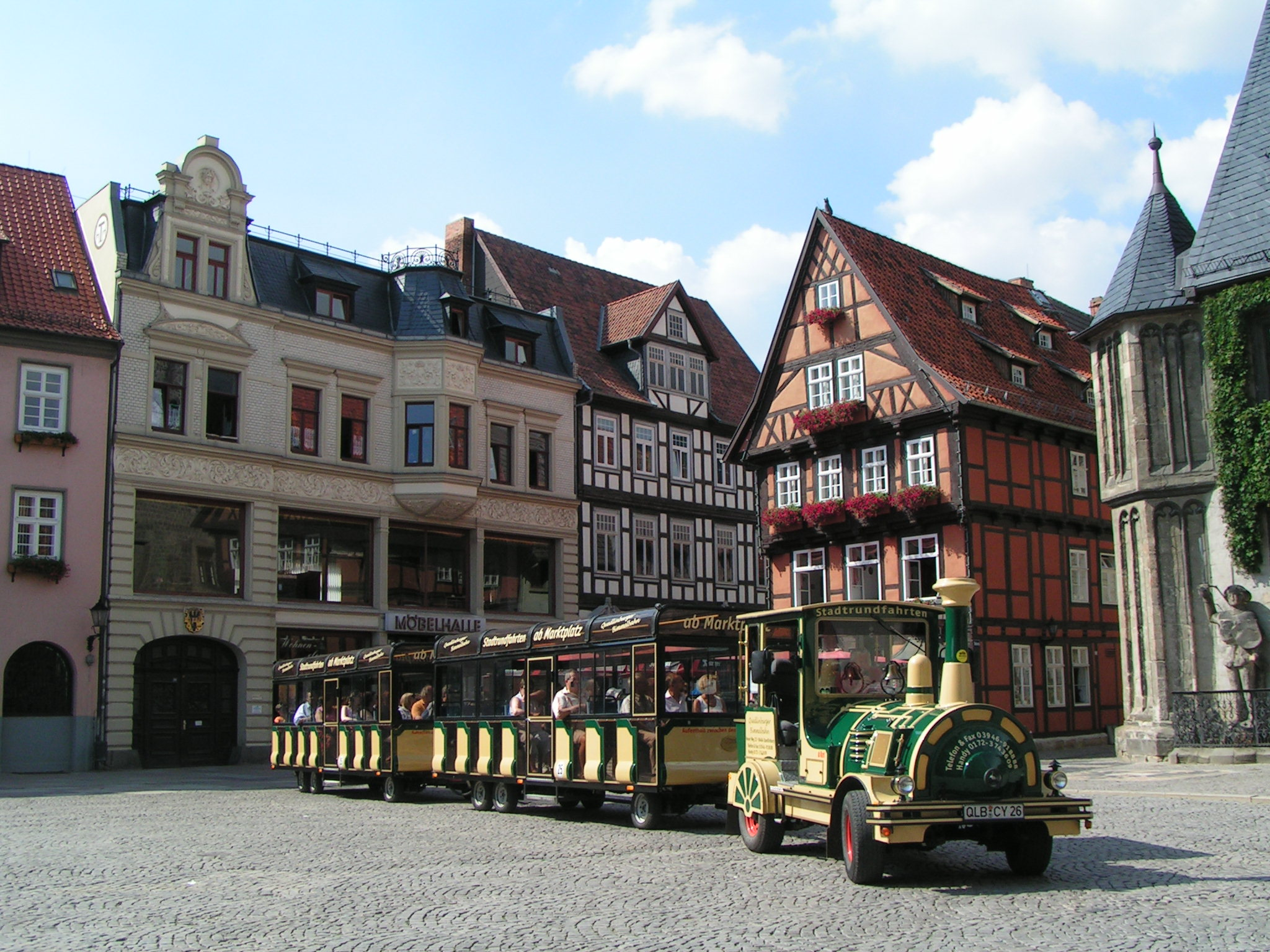
Quedlinburg

- Quedlinburg: Quedlinburger Bimmelbahn – Stadtrundfahrten[88]
- Wernigerode: Wernigeröder Schlossbahn[89]
- Burg Falkenstein (Harz): Vom Gartenhaus zur Burg Falkenstein[90]
- Lutherstadt Wittenberg: Wittenberger Altstadtbahn[91]
- Halle (Saale): Hallunken-Schunkel[92]
- Mücheln: Weinbergbahn – Rundfahrten um den Geiseltalsee, seit Ende April 2024 eingestellt.[93]
- Magdeburg, Elbauenpark, ""Elbauen-Express"" (Länge: 4,2 km 2024)

#### Schleswig-Holstein und Hamburg
- Amrum: „Amrumer Inselbahn“ bzw. „Insel-Paul“ für Besichtigungsfahrten[94]
- Büsum: Krabben-Express – Verbindung der Innenstadt mit Büsumer Deichhausen; Stadtrundfahrten[95]
- Dahme – Kellenhusen: Dahme-Kellenhusen Bimmelbahn[96]
- Fehmarn: Fehmarns Bimmelbahn[97]
- Grömitz: Rasender Benno – Ortsrundfahrten[98]
- Heiligenhafen: Heiligenhafens Bimmelbahn[99]
- Helgoland: Börtebahn – Rundfahrten auf Ober- und Unterland[100]
- Sankt Peter-Ording: „De Hitzlöper“ – Ortsrundfahrten[101]
- Timmendorfer Strand: TIDO-Tour[102]
- Travemünde: Travemündes Bimmelbahn[103]
- Wyk auf Föhr: Friesenexpress Föhr – regelmäßige Inselrundfahrten[104]

#### Thüringen

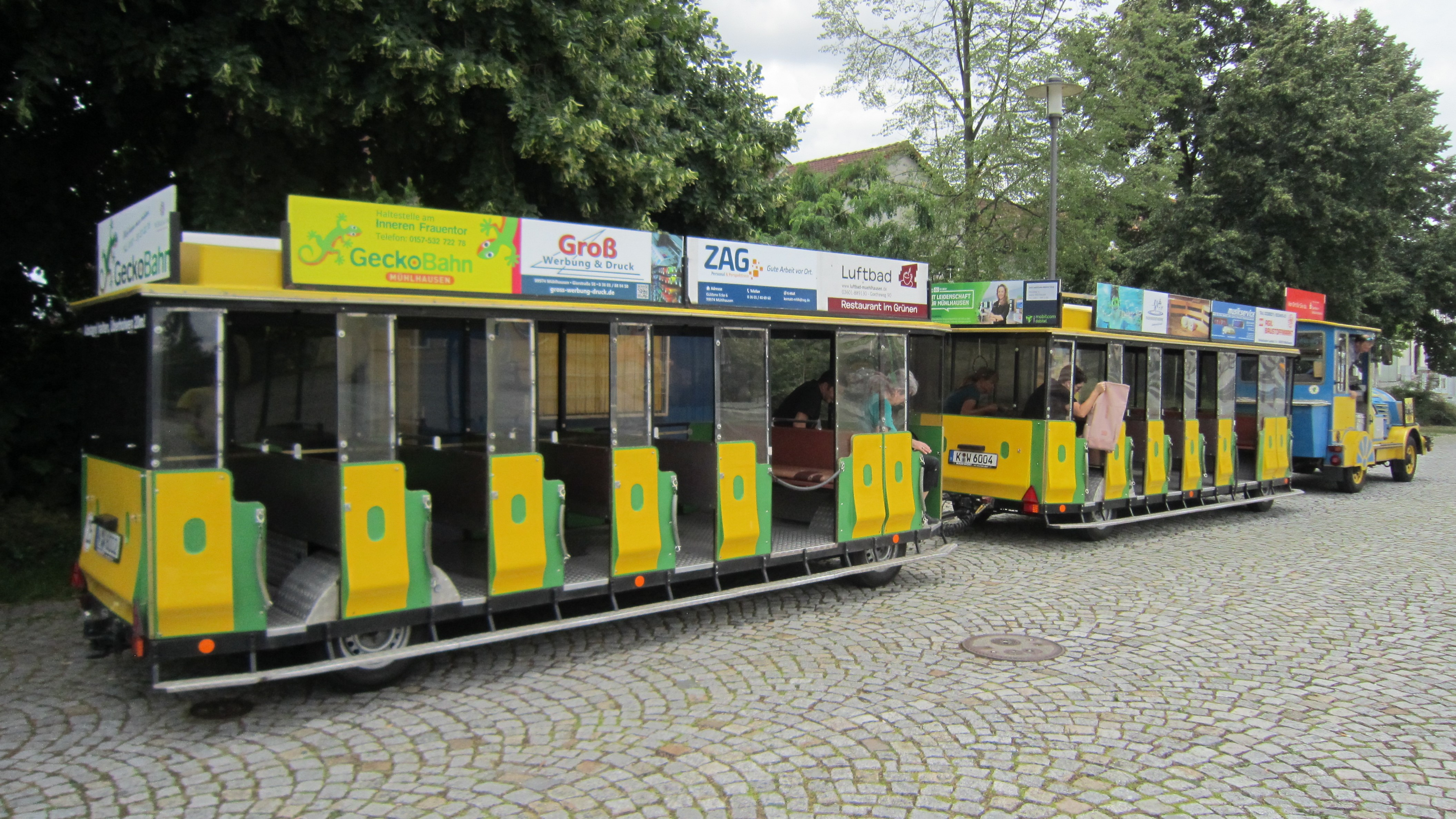
„GeckoBahn“ in Mühlhausen (Betreiberwechsel)

- Friedrichroda: Thüringer-Wald-Express – Verbindung von Friedrichroda mit dem Rennsteig und Rundfahrten
- Greiz: „Zölli-Express“ – Stadtrundfahrten und Touren ins Umland, Mietangebot[105]
- Tabarz: Inselsberg-Express – Linienverkehr vom und zum Inselsberg, 2011 aufgegeben.[106]
- Mühlhausen: „Molly/Pollly“ – Stadtrundfahrt[107]

### Österreich

#### Kärnten
- St. Kanzian am Klopeiner See: Rundfahrt um den Klopeiner und Turnersee[108]
- Rennweg am Katschberg: E-Tschutschu-Bahn im Naturschutzgebiet Inneres Pöllatal[109]
- Velden am Wörther See: Ortsrundfahrt[110]

#### Niederösterreich
- Melk: Schiffstation – Hauptplatz – Bahnhof – Wachaubad – Stift Melk – Rathausplatz[111]
- Puchenstuben: Ötschis Bahnorama – Puchenstuben – Sulzbichl – Trübenbach – Erlaufboden[112]
- Türnitz: Scharbachbad – Gasthof Punz – Allwetterrodelbahn Eibljet – Falkenschlucht[113]
- Laxenburg: Rundfahrt im Schlosspark Laxenburg[114]

#### Oberösterreich

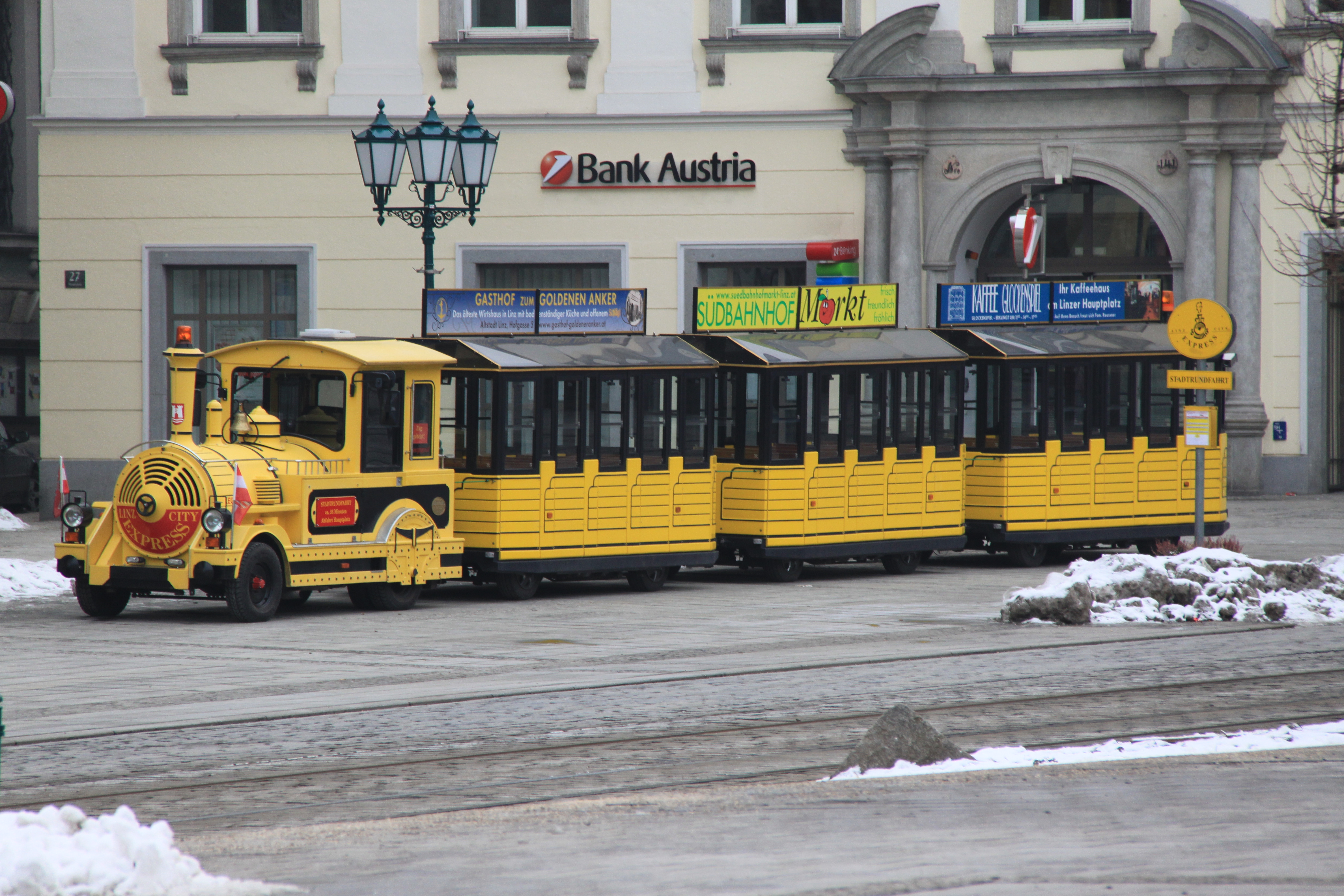
Linz

- Bad Ischl: Kaiserzug Bad Ischl; Rundfahrt ab Trinkhalle[115]
- Gmunden: Pendelverkehr zwischen der Innenstadt und dem Toscanapark[116]
- Gosau: Gosauer Bummelzug – Almtaxi-Fahrten vom Sportplatz Gosau zur Plankenstein-Alm, zur Iglmoos-Alm und zur Ebenalm mit einer Zugmaschine[117]
- Linz: Stadtrundfahrt mit dem Linz City Express[118]
- Schärding: Stadtrundfahrt mit dem Emil-Express[119]

#### Salzburg
- Saalbach-Hinterglemm: Talschlusszug im Hinterglemmtal (Lengau)[120]
- Zell am See: Rundfahrt um den Zeller See[121]

#### Steiermark
- Bad Mitterndorf: Rundfahrt über die Tauplitzalm[122]
- Graz Grazer Adventszug[123]

#### Tirol
- Imst: Rundfahrt mit dem „Bummelbär“ durch das Gurgltal über Nassereith[124]
- Wildschönau: Bummelbahn Wildschönau – regelmäßige Ausflugs- und Panoramafahrten in der Saison. Von Mai bis Oktober stündlicher „Linien-Verkehr“: „Im gesamten Tal. Von Dorf zu Dorf“, auf die Schönanger Alm und ins Bergdorf Thierbach.[125]
- Wildschönau: Bummelzug Wildschönau – Fahrten in die Kundler Klamm, zusätzlich Sonderfahrten in der Region[126]

#### Vorarlberg
- Fontanella: Seewaldsee-Bummelzug – Verbindung von Fontanella mit dem Seewaldsee[127]
- Bezau: Bedarfsverkehr sowie Fahrten zur Bezauer Seilbahn und nach Vorsäß Schönenbach[128]

#### Wien

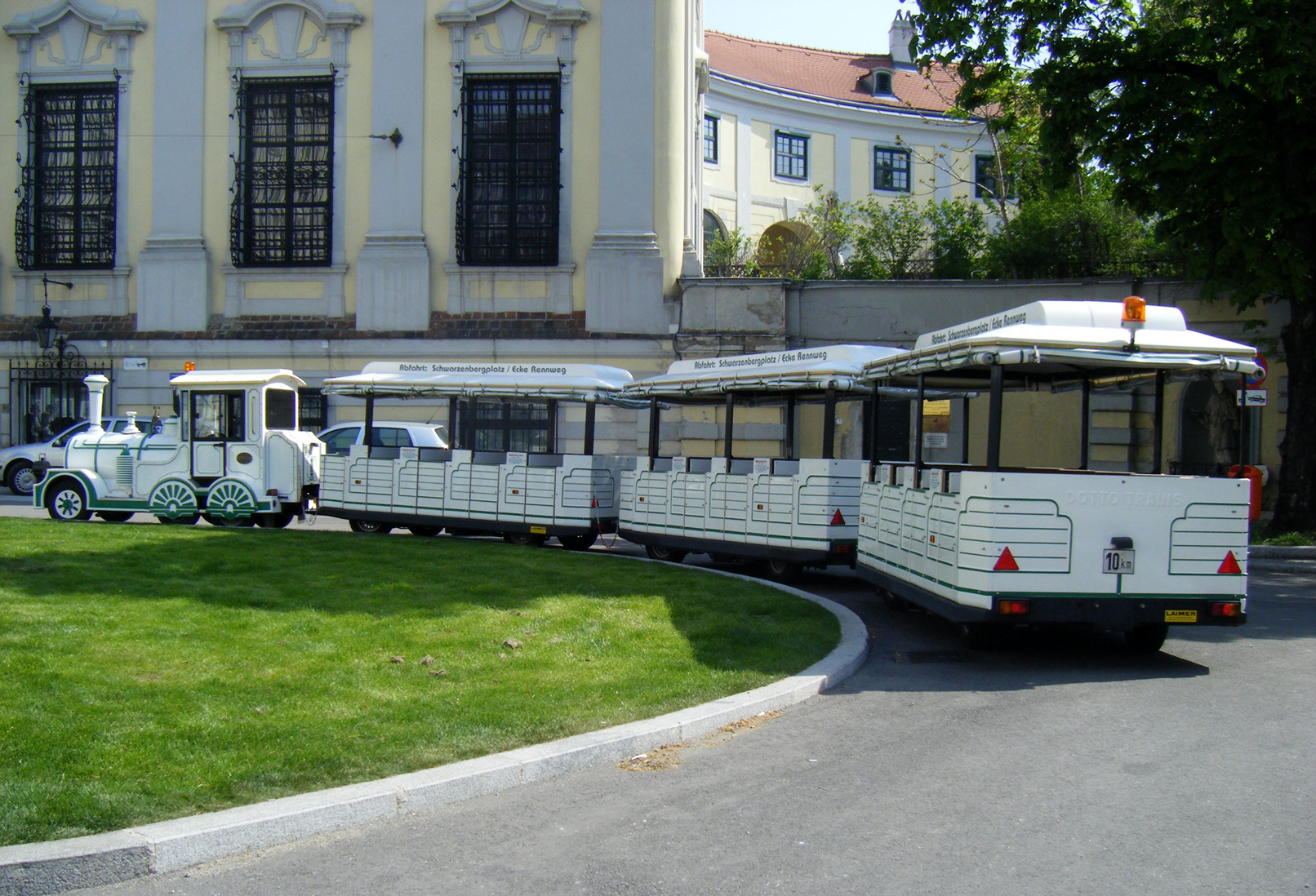
Wien

- Wien: Schönbrunner Panoramabahn – Rundfahrten durch den Schlosspark Schönbrunn[129]

### Schweiz

#### Deutschschweiz
- Luzern: City Train Luzern – Stadtrundfahrten[130]
- Murten: Rebebahn[131]
- Weggis: Lidobus – Weggis Schiffstation – Lido – Hertenstein[132]
- Schaffhausen – Rheinfall: Rhyfall-Express[133]

#### Romandie
- Châtel-Saint-Denis-Rathvel[134]
- Estavayer-le-Lac[135]

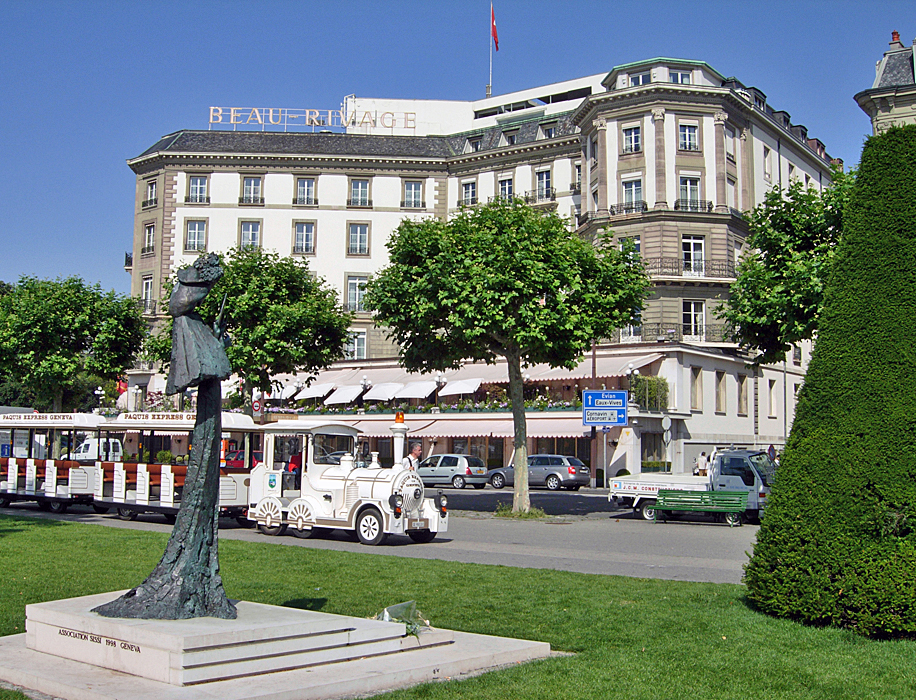
Genf

- Freiburg im Üechtland: Stadtrundfahrten[136]
- Neuchâtel: Stadtrundfahrten[137]
- La Chaux-de-Fonds: Stadtrundfahrten[138]

### Belgien
- Bouillon: Stadtrundfahrten

### Bulgarien
- Varna: Strecke entlang dem „Meeresgarten“ (bulg. Morska Gradina) bis zum Hafen[139]

### Dänemark

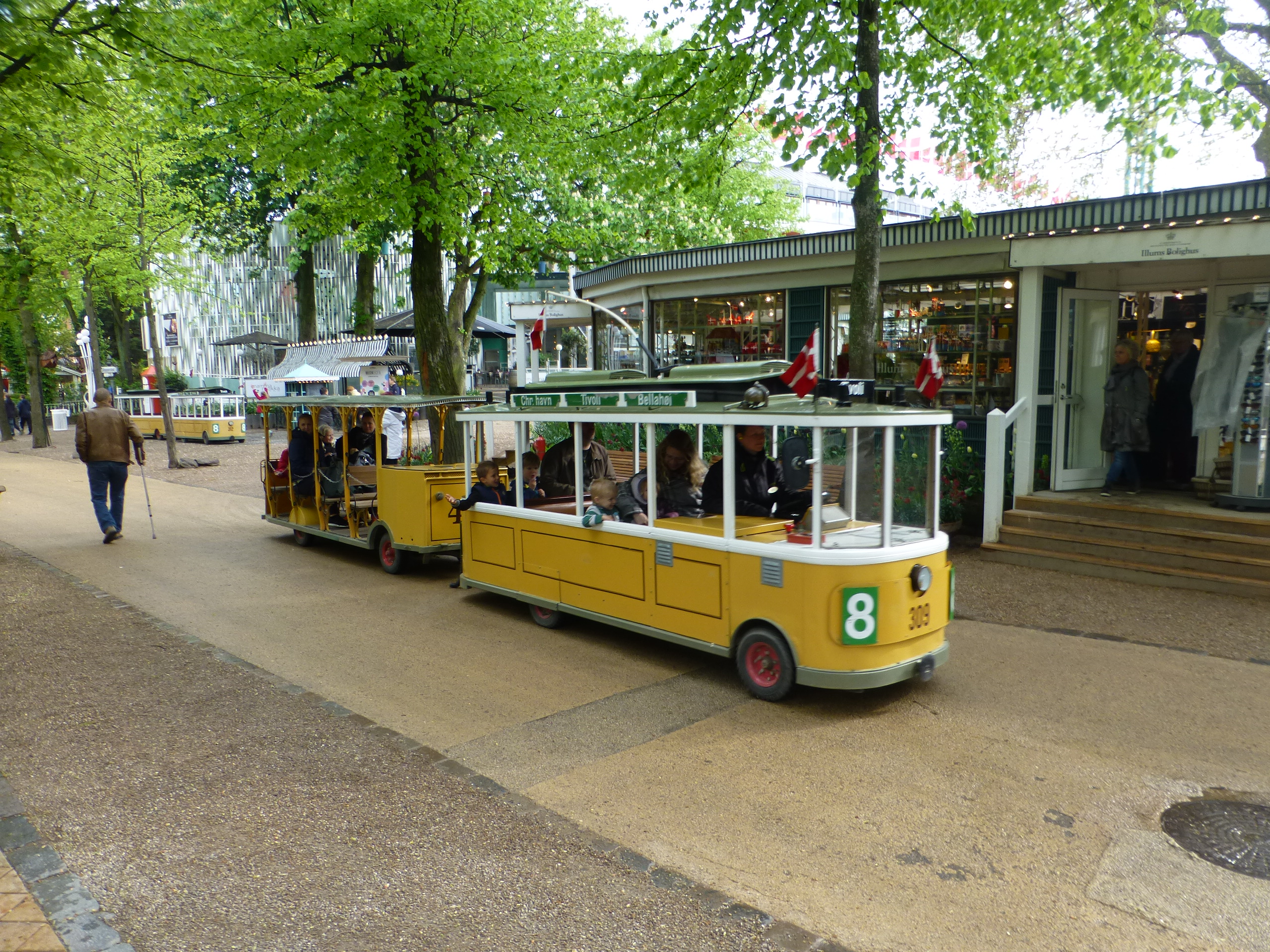
Tivoli (Kopenhagen)

- Ebeltoft, Stadtrundfahrt ab dem Alten Rathaus
- Kopenhagen, Tivoli: Linie 8 (Tivoli)

### Finnland
- Jyväskylä: Lillijuna
- Lappeenranta: Katujuna HöyryWille
- Mikkeli: Katujuna HöyryWille
- Naantali: Muumijuna
- Oulu: Potnapekka
- Pori: Poritar
- Rauma: Kake Kaupunkijuna
- Tampere
- Turku: Jokke jokijuna

### Frankreich
- Argelès-sur-Mer[140]
- Colmar[141]
- Lisieux: Safaribahn[142]
- Nantes[143]
- Nizza: Petit Train touristique[144]
- Paris, Montmartre[145]
- Saumur[146]
- Sélestat[147]

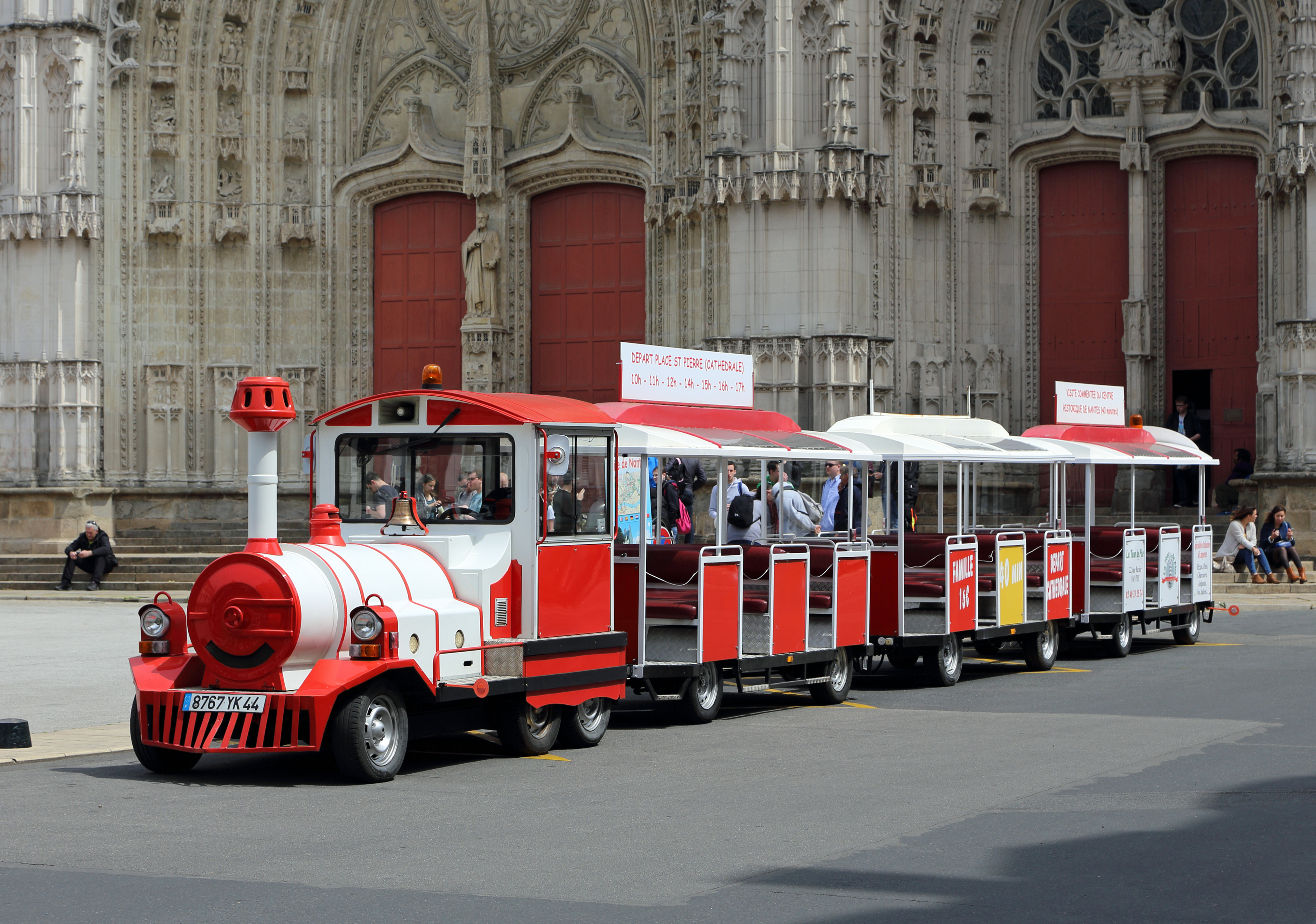
Wegebahn in Nantes (Frankreich)

- Straßburg: Petit Train (Minitrain)[148]

### Griechenland
- Petralona

### Großbritannien
- Duxford: Imperial War Museum Duxford
- Eastbourne: Dotto Express[149]

### Irland
- Clonakilty: West Cork Model Railway Village[150]

### Italien
- Barcis: Trenino della Valcellina[151](Bummelzug vom Cellinatal) – Rund um Barcissee und durch die Alte Straße der Schlucht Cellinas
- Bellagio: Trombetta Express – Rundkurs um Bellagio herum[152]
- Menaggio: Trombetta Express – Menaggio–Lenno entlang dem Comer See[153]

### Kroatien
- Insel Brijuni
- Poreč
- Umag
- Cavtat
- Vrsar

### Luxemburg
- Luxemburg-Stadt: Petrusse-Express[154]

### Malta
- Valletta
- Mdina
- Buġibba

### Niederlande
- Valkenburg aan de Geul: Fahrten durch die Gemeentegrot.[155]

### Polen
- Błędów-Wüste: Rundfahrt
- Marienburg: Rundfahrt

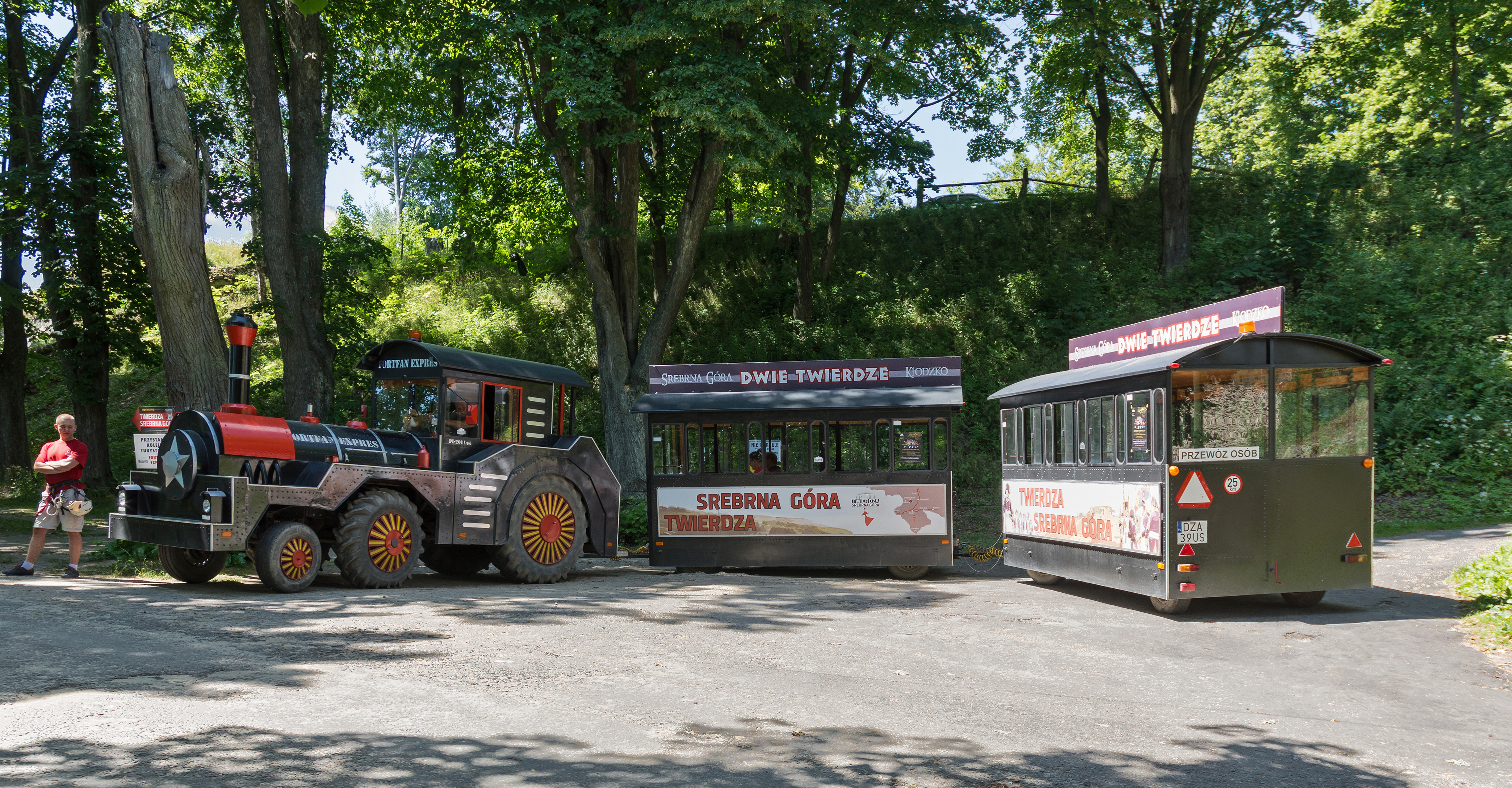
Wegebahn in Srebrna Góra

- Swinemünde: Swinemünde und Misdroy[156]
- Solina: Rundfahrt
- Srebrna Góra (Stoszowice): Rundfahrt
- Witów (Hohe Tatra): Rundfahrt

### Portugal

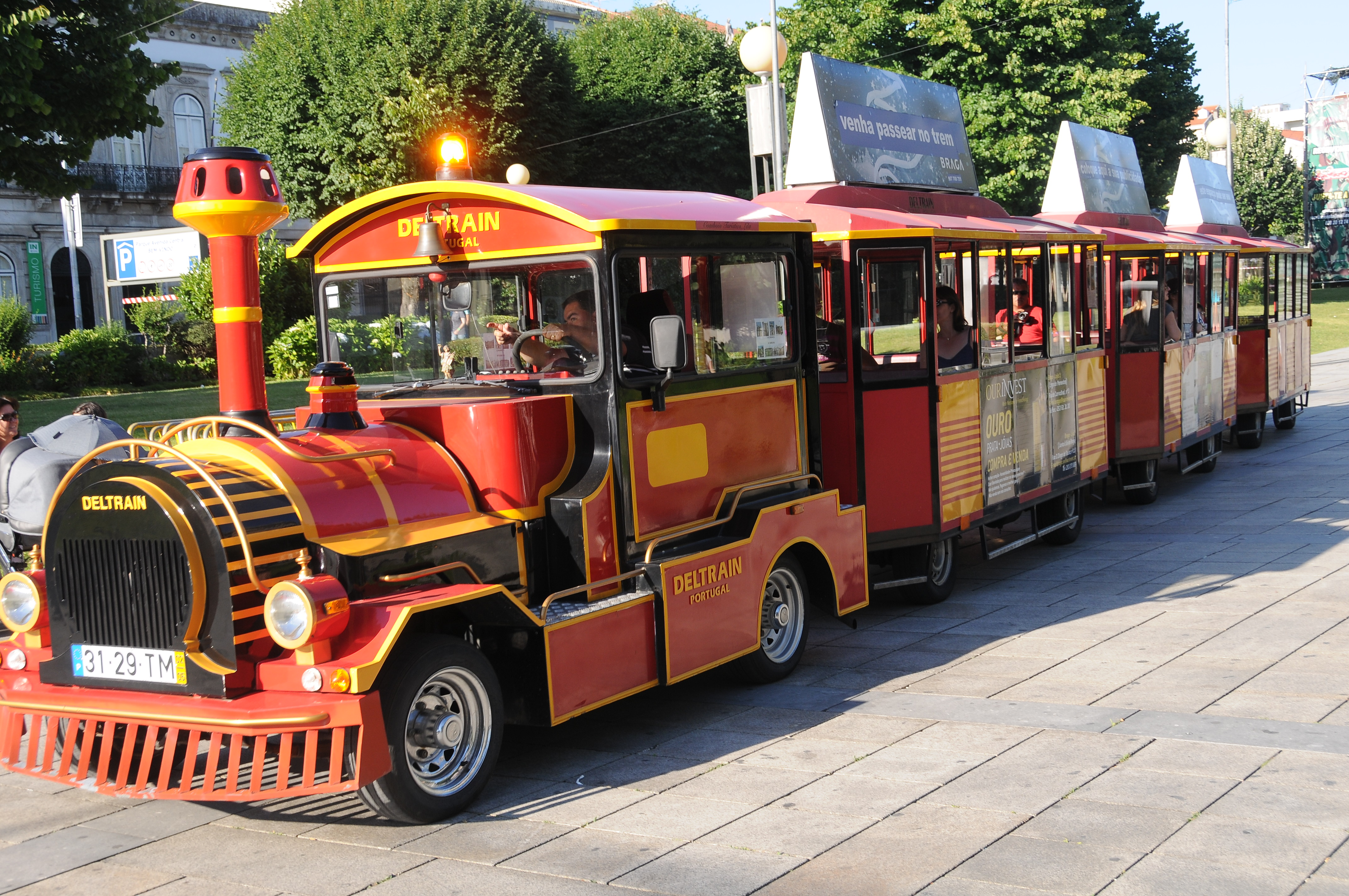
Bummelzug in Braga (2012): der portugiesische Hersteller Deltrain aus Sesimbra exportiert verschiedene Modelle seiner Wegebahnen in alle Welt

- Albufeira
- Aveiro
- Bombarral (Buddha Eden Park)
- Braga
- Coimbra
- Évora
- Fátima
- Faro
- Figueira da Foz
- Guimarães
- Lagos
- Lissabon
- Mafra
- Portimão
- Porto
- Ponte de Lima
- Ponta Delgada (Azoren)
- Seia
- Sintra
- Tomar

### Rumänien
- Mamaia

### Russland
- Smolensk

### Slowakei

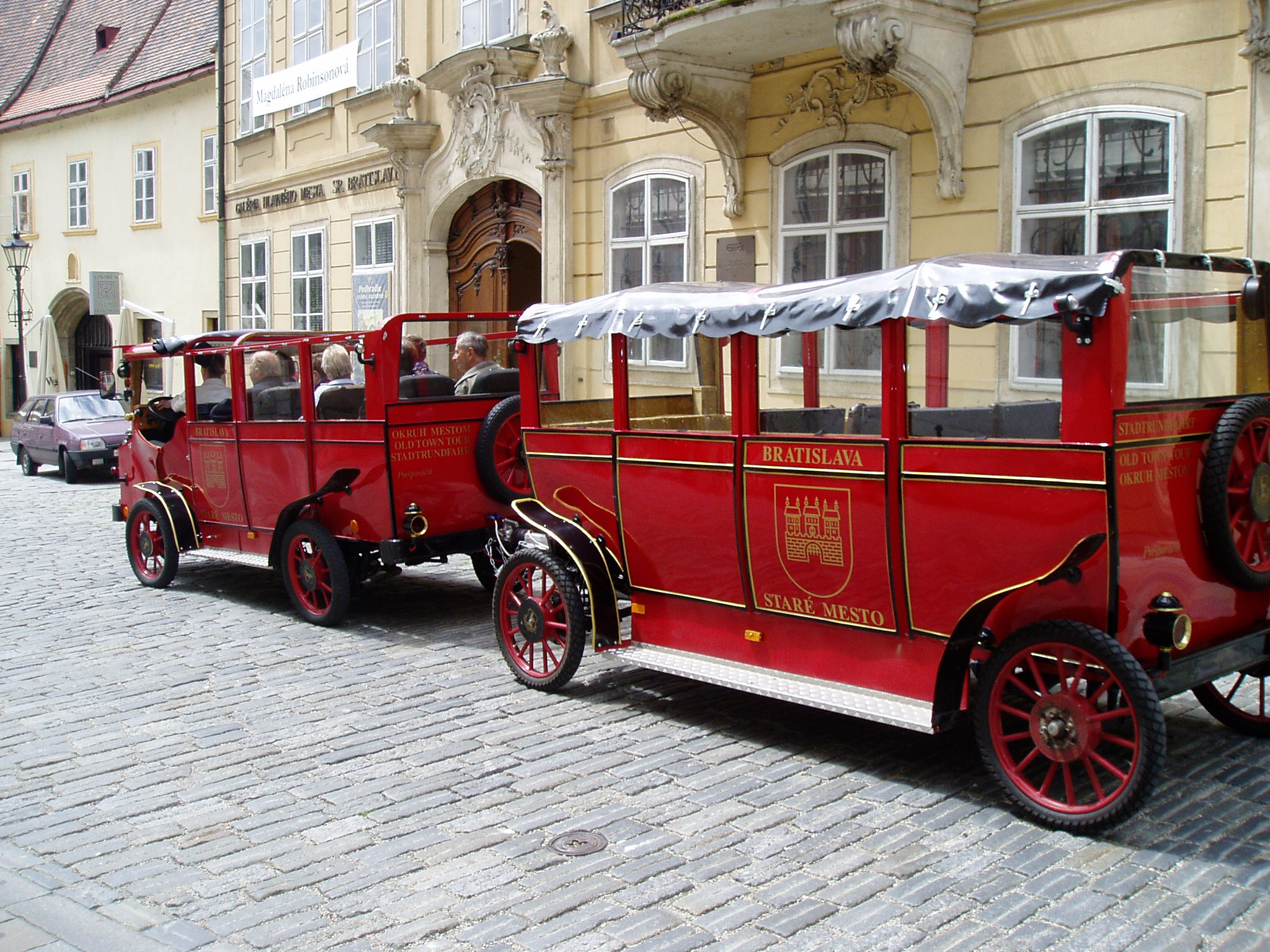
Wegebahn Prešporáčik in Bratislava

- Bratislava (Pressburg)

### Spanien
- Cala Millor / Mallorca: Minitren
- Teneriffa
- Höhlen von Nerja: Cueva Tren[157]

### Tschechien
- Prag

### Ukraine
- Kiew

## Afrika

### Ägypten
- Tal der Könige

### Tunesien
- Monastir

## Amerika

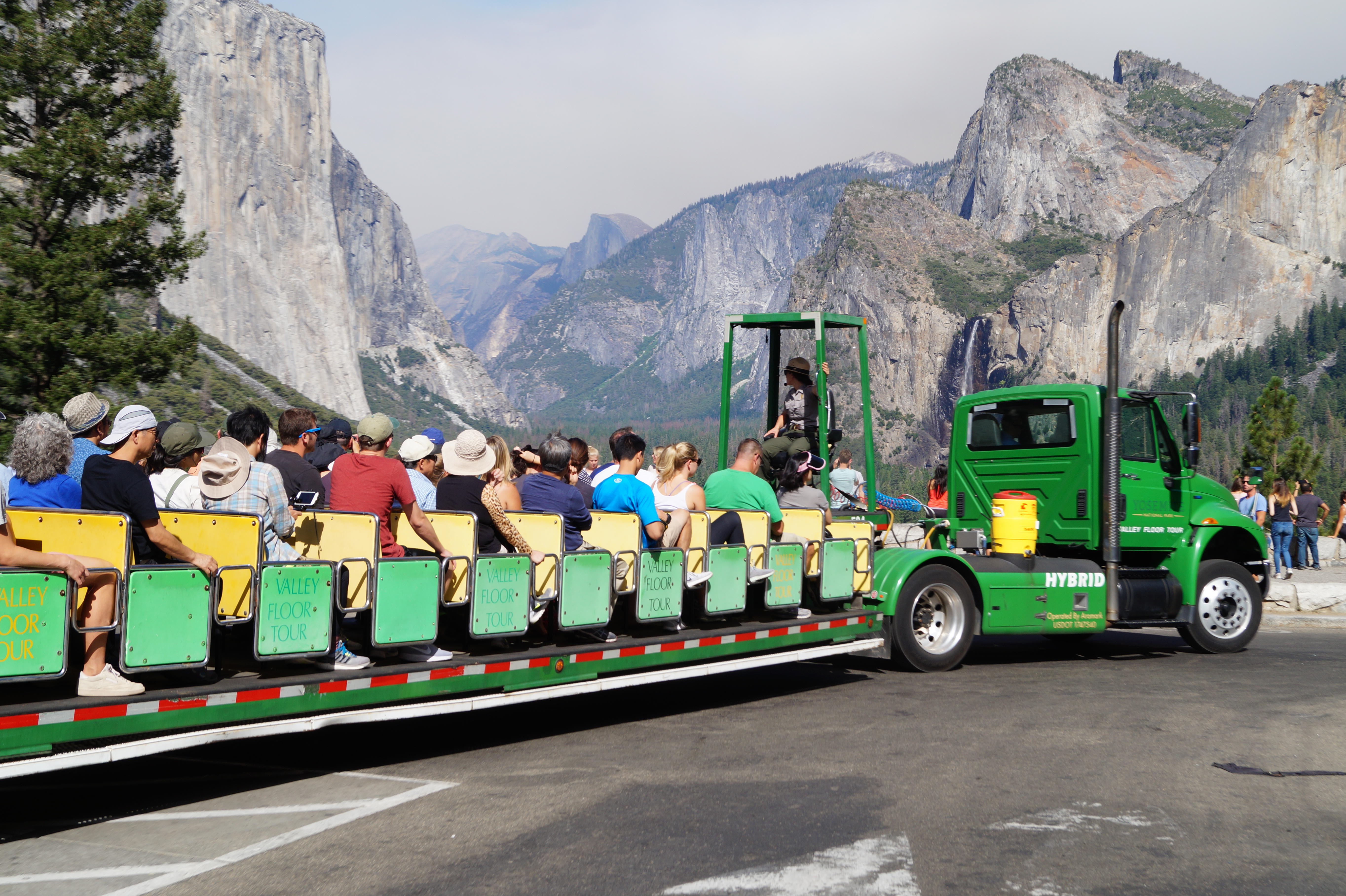
Fahrt entlang dem Yosemite-Tal

### USA
- Disneyland Resort
- Hershey (Pennsylvania)
- Kansas Underground Salt Museum
- San Francisco
- Yosemite Valley

## Asien

### Südkorea
- Hampyeong: Schmetterlingsfest-Zug in Hampyeong

## Australien und Ozeanien

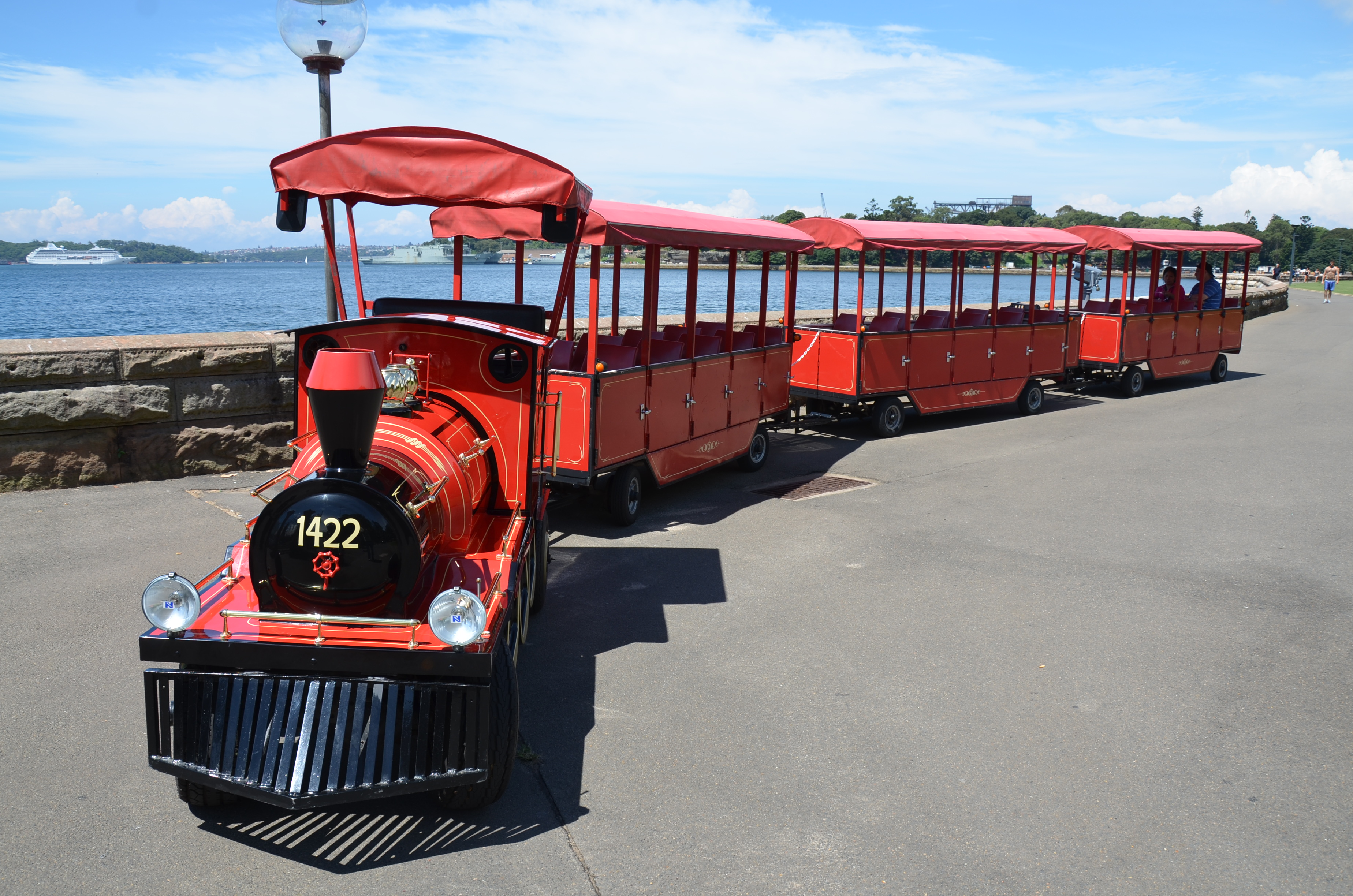
Darling Harbour Mini Train Sydney

- Sydney: Darling Harbour Mini Train